# Schocken Verlag

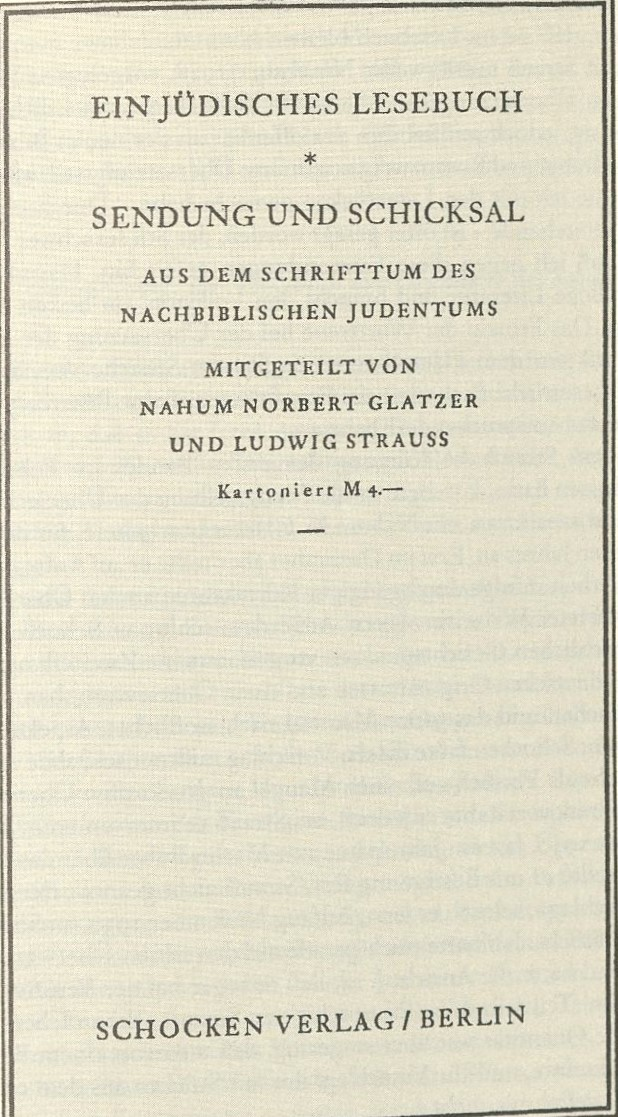
Ein jüdisches Lesebuch, 1931

Der Schocken Verlag war ein bedeutender jüdischer Verlag in Berlin von 1931 bis 1938.

## Geschichte
Am 1. Juli 1931 gründete der erfolgreiche Warenhausunternehmer Salman Schocken den Schocken Verlag in Berlin.
Als Geschäftsführer konnte er den Verleger Lambert Schneider gewinnen, der seine begonnene Edition der besonderen Bibelübersetzung von Martin Buber und Franz Rosenzweig in den neuen Verlag mit  einbrachte.
Im Schocken Verlag erschienen anfangs vor allem hochwertig gestaltete bibliophile Ausgaben, gestaltet von bekannten Grafikern.
Nach der Machtergreifung der Nationalsozialisten im Januar 1933 änderten sich die äußeren Rahmenbedingungen für den Verlag, wie auch für alle anderen jüdischen Verlage. Er gab jetzt vor allem einfache Ausgaben jüdischer Autoren für ein breites Lesepublikum heraus, zum Beispiel mit der Bücherei des Schocken Verlags und den Jüdischen Leseheften. Neuer Lektor wurde Moritz Spitzer.
Der Schocken Verlag entwickelte sich zum wichtigsten jüdischen Verlag in Deutschland, mit einem breiten Programm von Autoren wie Franz Kafka (Rechte am Gesamtwerk), Heinrich Heine, Martin Buber, Leo Baeck und vielen anderen.
1934 emigrierte Salman Schocken nach Palästina, der Verlag blieb aber weiter bestehen.
Im Dezember 1938 wurde der Schocken Verlag nach der Reichspogromnacht geschlossen. Die letzten vorbereiteten Titel konnten aber noch bis Anfang 1939 erscheinen.
Salman Schocken gründete 1945 in New York den Verlag Schocken Books, der als Imprint bis in die Gegenwart besteht.